# Zlatoje Martinov

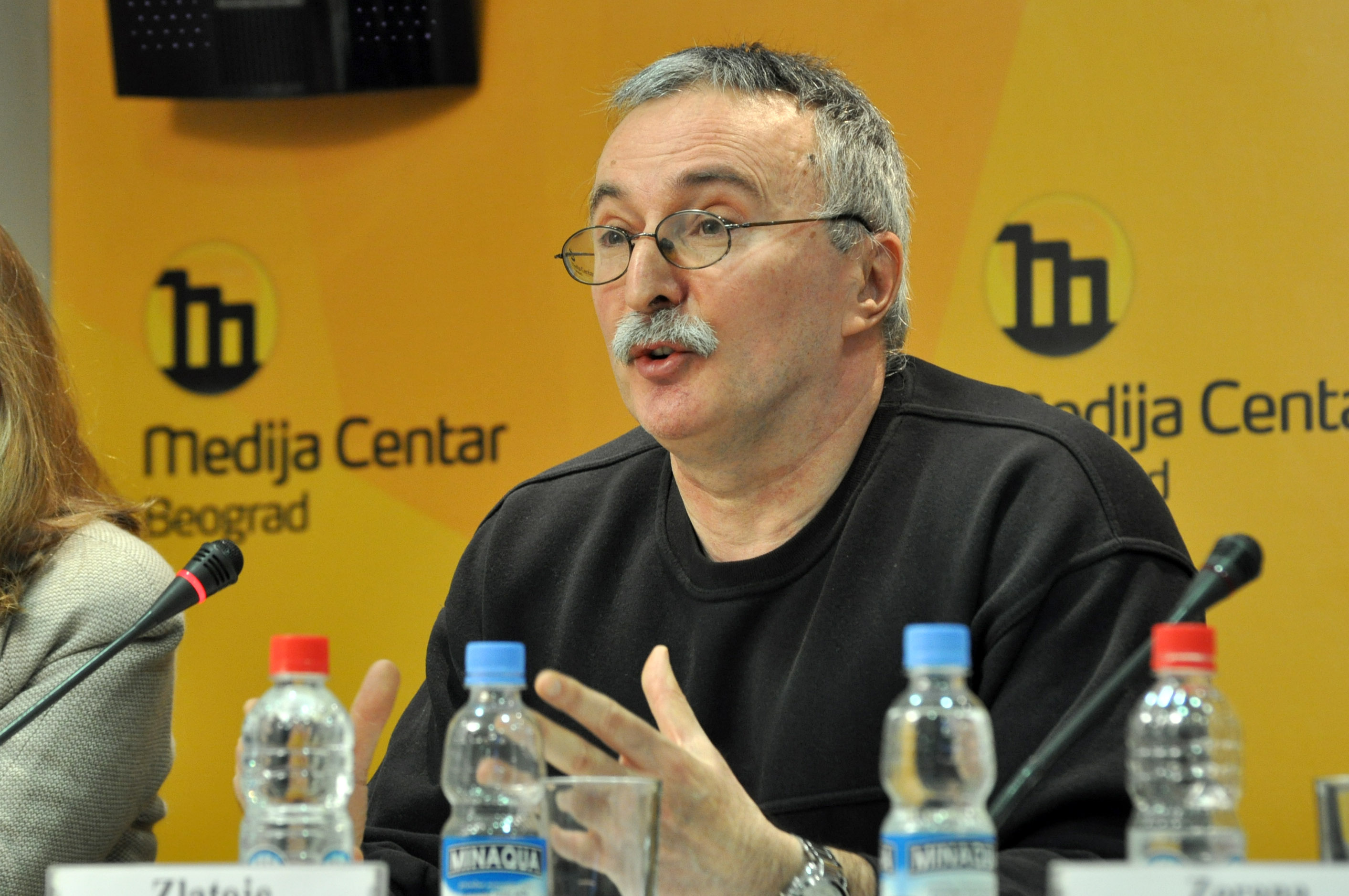

Zlatoje Martinov (serbisch-kyrillisch: Златоје Мартинов; * 16. Dezember 1953 in Pančevo, Jugoslawien) ist ein serbischer Publizist und Schriftsteller.

## Leben
Martinov studierte Wirtschaftswissenschaften an der Universität Belgrad. Der langjährige Assistent von Nebojša Popov war sein Nachfolger als Direktor der Genossenschaft Res Publica und seit 2010 letzter Chefredakteur des Magazins Republika. Seine Artikel, Kritiken und Essays sind auch in anderen Zeitschriften wie zum Beispiel Sveske (Serbisch: Notizbücher), Krovovi (Serbisch: Dächer) und der deutschsprachigen Vojvodina Fenster  veröffentlicht worden. Von 1994 bis 2002 war er Direktor des Dokumentationszentrums der Vojvodinadeutschen (Centar za dokumentaciju o vojvođanskim Nemcima) und förderte den kulturellen und politischen Dialog zwischen der serbischen Mehrheit und der deutschen Minderheit. Als serbischer Repräsentant nahm er in den Jahren 2000 und 2003 in Wien an den donauschwäbischen Symposien ARDI (ARbeitsgemeinschaft DIalog) teil.
Er interessiert sich seit Jahrzehnten für Esperanto-Kultur und ist Mitglied des Esperanto PEN Zentrums in La Chaux-de-Fonds. Im Jahre 2015 wurde er zum Chefredakteur der Esperanto-Zeitschrift Literatura Foiro ernannt. Martinov ist seit 2017 Mitglied des Stiftungsrates des Heimathauses in Sremski Karlovci. Er lebt in Belgrad.

## Schriften (Auswahl)
- Osmeh Emi Majer (Das Lächeln der Emi Meier; Kurzgeschichten), Banatski Forum, Pančevo 2002, ISBN 86-902963-1-X.[8]
- Preljubnička biblija: priče (Ehebrecherische Bibel: Kurzgeschichten), Mali Nemo, Pančevo 2004, ISBN 86-83453-40-5.
- Svetu na dar: antologija srpske poezije za decu (Ein Geschenk an die Welt: Anthologie serbischer Gedichte für Kinder), Serbisch und Esperanto, Strategia, Belgrad 1996.
- Ideja, egzistencija i savremeni problemi međunarodnog jezika (Idee, Existenz und Probleme der modernen internationalen Sprache), Društvo prijatelja međunarodnog jezika esperanto, Pančevo 1980.
- U podnožju demokratskih propileja: izbori u Srbiji 1990–2000 (Am Fuße der demokratischen Propyläen: Wahlen in Serbien 1990–2000; Essays), Res Publica, Belgrad 2000.
- Nemački uticaj na ishranu Srba u Banatu (Der deutsche Einfluss auf die Ernährung der Serben im Banat), Mali Nemo, Pančevo 1997 und 2004, ISBN 86-83453-47-2.
- Hermeneutika književne estetike (Hermeneutik der literarischen Ästhetik; Gesammelte Kritiken), Mali Nemo, Pančevo 2006, ISBN 86-83453-84-7.
- Zašto Kosovo nije "srce Srbije"? (Warum ist der Kosovo nicht das "Herz Serbiens"?), Artikel in der Republika No. 426–427, Belgrad 2008.[9]
- Začarani krug (Der Teufelskreis), Newsletter des Medienzentrums Belgrad (Medija Centar Beograd; Медија Центар Београд), Belgrad 2011.[10]
- Sloboda kao ponornica: Republika 1907–2013 (Unterströmungen der Freiheit: Republik 1907–2013), Res Publica, Belgrad 2013, ISBN 978-86-86487-07-0.[11]
- Gavrilo Princip – heroj ili terorista? (Gavrilo Princip – Held oder Terrorist?), Rosa-Luxemburg-Stiftung, Berlin 2014.[12]
- Kobno pismo: tv drama (Der verhängnisvolle Brief: TV Drama), Orion Art, Belgrad 2016, ISBN 978-86-6389-035-0.[13]